# Epimecis jamaicaria
Epimecis jamaicaria là một loài bướm đêm trong họ Geometridae.